# Писаренко-Т
 «Писаренко-Т» (Писаренко-тренувальний) — літак з крилом незвичайного (плоского) профілю, конструкції Віктора Писаренка. Побудований в 1925 р. в Серпухівській школі стрільби і бомбометання («Стрільбом»). Відомо, що коли літак був готовий до випробувань, Писаренко подав рапорт на ім'я начальника «Стрільбом» з проханням дозволити політ. Однак, тому що не було ніяких розрахунків літака, йому дозволили провести лише рулювання. Одним рулюванням пілот не обмежився, він справив зліт і здійснив благополучну посадку на Московському центральному аеродромі. Де зробив ще один політ (раніше, ніж встигли заборонити), під час якого виконав ряд фігур вищого пілотажу, в тому числі переворот і кілька бочок. Політ закінчився вдалою посадкою. Більше на своїй машині В. О. Писаренко не літав.
У літературі зустрічається інша назва літака — ВОП-Т (Віктор Йосипович Писаренко - тренувальний).

## Конструкція
Літак являв собою одномісний підкосний парасоль. Обшивка скрізь фанерна. Нижня поверхня крила плоска, носок округлений по дузі кола, верхня поверхня також плоска до заднього лонжерона, паралельна нижній і від нього до задньої кромки — плоска. Силует фюзеляжу був утворений прямими лініями.

## Характеристики
Основні характеристики
- Екіпаж: 1 людина
- Довжина:
- Висота:
- Розмах крила:

- Крило у плані: розробив Писаренко
- Силова установка: 1 × Поршневий "Іспано-Сюіза"  150  к.с. ( )

Льотні характеристики